# Zatrephes griseorufa
Zatrephes griseorufa là một loài bướm đêm thuộc phân họ Arctiinae, họ Erebidae.